# Web 3.0
Web 3.0 (Semantic Web - mạng ngữ nghĩa) được Hiệp hội World Wide Web (W3C) xác định như một thế hệ web với những tính năng mới chú trọng vào việc sử dụng các định dạng dữ liệu và các giao thức chung. Theo W3C, "Semantic Web cung cấp một khung chung cho phép dữ liệu được chia sẻ và sử dụng lại trên các ranh giới ứng dụng, doanh nghiệp và cộng đồng." Do đó, Semantic Web được coi là một nhà tích hợp trên các ứng dụng thông tin và nội dung khác nhau và hệ thống.
Mặc dù "web 3.0" chưa có định nghĩa cụ thể, và có ý kiến cho rằng Semantic Web chỉ là một trong một số công nghệ và xu hướng hội tụ sẽ xác định Web 3.0. Tuy nhiên hiện nay, Semantic Web được xem là một định nghĩa phổ biến của Web 3.0.
Theo W3C, Semantic Web là một mạng dữ liệu hướng đến các định dạng phổ biến để tích hợp và kết hợp dữ liệu được rút ra từ các nguồn khác nhau, trong đó trên Web gốc chủ yếu tập trung vào trao đổi tài liệu. Nó cũng  bao hàm ngôn ngữ để ghi lại cách dữ liệu liên quan đến các đối tượng trong thế giới thực. Điều đó cho phép một người hoặc một thiết bị bắt đầu với một cơ sở dữ liệu và sau đó di chuyển qua một bộ cơ sở dữ liệu bất tận được kết nối với nhau bởi một điểm chung.
Web 3.0 đánh dấu một sự thay đổi cơ bản trong cách các nhà phát triển tạo trang web, nhưng quan trọng hơn là cách mọi người tương tác với các trang web đó. Mô hình tương tác này giúp cuộc sống trực tuyến của mọi người trở nên dễ dàng và trực quan hơn vì các ứng dụng thông minh hơn với chức năng tìm kiếm tốt hơn cung cấp cho người dùng chính xác những gì họ đang tìm kiếm. Web 3.0 có thể được ví như một trợ lý trí tuệ nhân tạo hiểu người dùng của nó và cá nhân hóa mọi thứ.

## Lịch sử

### Web 1.0
Internet ban đầu được dựa trên phiên bản gọi là Web 1.0. Thuật ngữ này được sáng tạo vào năm 1999 bởi tác giả và nhà thiết kế web Darcy DiNucci, một chuyên viên tư vấn về thiết kế hệ thống thông tin để phân biệt giữa Web 1.0 và Web 2.0 Vào đầu những năm 1990, các trang web được xây dựng bằng các trang web tĩnh - văn bản và các trang web được liên kết với nhau để và được dùng để làm cổng thông tin như một thư viện, người dùng chỉ có thể đọc dữ liệu, không thể trao đổi trực tiếp với nhà xuất bản thông tin (Tim Berners-Lee, năm 1999)
Các dịch vụ thư mục cũ, như Altavista, Yahoo!, cổng thông tin Web là một ví dụ về Web 1.0, cũng như một số công cụ phát triển Web cơ bản (Ví dụ: trình soạn thảo HTML), Mosaic (trình duyệt web).

### Web 2.0
Vào cuối thập niên 1990, khi Internet bắt đầu được thay đổi để trở nên tương tác hơn, khái niệm web 2.0 ra đời. Với Web 2.0, người dùng có thể tương tác với các trang web bằng cách sử dụng các cơ sở dữ liệu, thao tác xử lý phía máy chủ, các biểu mẫu và phương tiện truyền thông xã hội.
Điều này đã đem đến sự thay đổi từ mạng tĩnh sang mạng năng động hơn. Web 2.0 chú ý nhiều hơn đến các nội dung do người dùng tạo ra và khả năng tương tác giữa các trang web và ứng dụng. Web 2.0 khuyến khích sự tham gia của người dùng, thay vì việc họ chỉ là khán giả để đọc và xem. Vào giữa những năm 2000, hầu hết các trang web đã thực hiện chuyển đổi sang Web 2.0.
Ví dụ: Quora, Facebook, Twitter, Google+, Pinterest, Reddit và các nền tảng phát video như Youtube, Vimeo, v.v.

### Web 3.0
Sự phát triển nhanh chóng của Internet khiến các trang mạng trở nên thông minh so với phiên bản của chúng lúc trước. Đầu tiên, dữ liệu được trình bày dưới dạng tĩnh cho người dùng. Sau đó, người dùng có thể tương tác với dữ liệu đó một cách linh hoạt. Và các thuật toán sẽ sử dụng tất cả dữ liệu đó để cải thiện trải nghiệm người dùng và làm cho trang mạng trở nên cá nhân hóa và quen thuộc hơn.
Thuật ngữ web 3.0 lần đầu được phát triển vào năm 2006, bởi nhà báo John Markoff của The New York Times. Ông nhấn mạnh đây là một cuộc cách mạng mới của lịch sử web, là thế hệ web thứ 3, và bao gồm những cải tiến và thực hiện cụ thể.
Mặc dù chưa được xác định đầy đủ, nhưng Web 3.0 có thể sử dụng các công nghệ ngang hàng (P2P) như blockchain, phần mềm nguồn mở, thực tế ảo, Internet kết nối vạn vật (IoT) và hơn thế nữa.
Hiện tại, nhiều ứng dụng chỉ được chạy trên một hệ điều hành. Web 3.0 có thể khiến các ứng dụng không cần phụ thuộc vào thiết bị hơn, nghĩa là chúng sẽ có thể chạy trên nhiều loại phần cứng và phần mềm khác nhau mà không tốn thêm chi phí phát triển. Web 3.0 cũng làm cho Internet trở nên cởi mở và phi tập trung hơn. Ngày nay, người dùng phải dựa vào các nhà cung cấp mạng và mạng di động và các nhà cung cấp này có thể dõi thông tin đi qua hệ thống của họ. Với sự ra đời của các công nghệ sổ cái phân tán, điều đó sẽ sớm thay đổi và người dùng có thể lấy lại quyền sở hữu dữ liệu của họ.
Ví dụ của Web 3.0:
Apple Siri là một ví dụ điển hình của Web 3.0. Bằng việc sử dụng công nghệ nhận diện giọng nói và trí tuệ nhân tạo để ghi nhớ những yêu cầu, hành vi, thói quen của người sở hữu, từ đó giúp Siri đưa ra những đề xuất đúng đắn và phù hợp cho người dùng.

## Tiêu chuẩn và công nghệ

### Các thành phần
Thuật ngữ "Semantic Web" thường được sử dụng để chỉ các định dạng và công nghệ cho phép nó. Việc thu thập, cấu trúc và phục hồi dữ liệu liên kết được kích hoạt bởi các công nghệ cung cấp mô tả chính thức về các khái niệm, thuật ngữ và mối quan hệ trong một miền kiến thức nhất định. Các công nghệ này được chỉ định theo tiêu chuẩn W3C, bao gồm:
- Khung mô tả tài nguyên (RDF), một phương pháp chung để mô tả thông tin
- Lược đồ RDF (RDFS)
- Hệ thống tổ chức kiến thức đơn giản (SKOS)
- SPARQL, ngôn ngữ truy vấn RDF
- Notation3 (N3), được thiết kế dành cho người dễ đọc
- N-Triples, một định dạng để lưu trữ và truyền dữ liệu
- Turtle (Terse RDF Triple Language)
- Ngôn ngữ bản thể web (OWL), một họ ngôn ngữ biểu diễn tri thức
- Định dạng trao đổi quy tắc (RIF), một khung phương ngữ ngôn ngữ quy tắc web hỗ trợ trao đổi quy tắc trên mạng

Ngăn xếp mạng ngữ nghĩa minh họa kiến trúc của Semantic Web. Các chức năng và mối quan hệ của các thành phần có thể được tóm tắt như sau: 

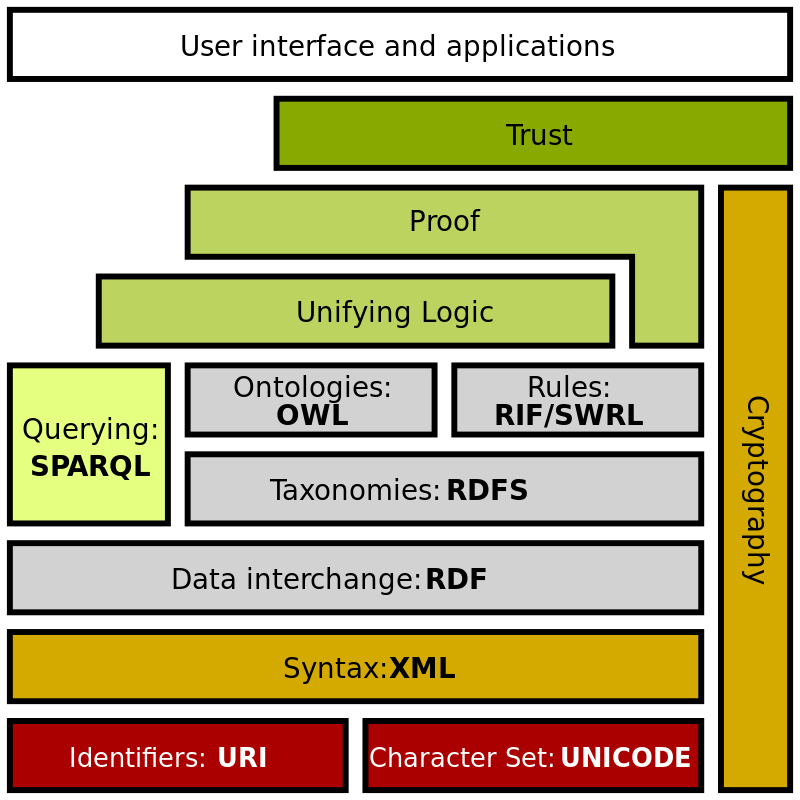
Ngăn xếp mạng ngữ nghĩa

- XML cung cấp một cú pháp nguyên tố cho cấu trúc nội dung trong các tài liệu, nhưng không liên kết ngữ nghĩa với ý nghĩa của nội dung có trong đó. XML hiện tại không phải là một thành phần cần thiết của các công nghệ Semantic Web trong hầu hết các trường hợp, vì các cú pháp thay thế tồn tại, chẳng hạn như Turtle (Terse RDF Triple Language).
- Lược đồ XML là một ngôn ngữ để cung cấp và hạn chế cấu trúc và nội dung của các thành phần có trong các tài liệu XML.
- RDF là một ngôn ngữ đơn giản để thể hiện các mô hình dữ liệu, dùng để chỉ các đối tượng ("tài nguyên web") và các mối quan hệ của chúng. Một mô hình dựa trên RDF có thể được trình bày theo nhiều cú pháp, ví dụ: RDF / XML, N3, Turtle (Terse RDF Triple Language) và RDFa. RDF là một tiêu chuẩn cơ bản của Semantic Web.[8]
- Lược đồ RDF mở rộng RDF và là một từ vựng để mô tả các thuộc tính và các lớp tài nguyên dựa trên RDF, với ngữ nghĩa cho phân cấp tổng quát của các thuộc tính và các lớp đó.
- OWL bổ sung thêm từ vựng để mô tả các thuộc tính và các lớp: trong số các lớp khác, quan hệ giữa các lớp, bình đẳng, đa dạng thuộc tính hơn, các đặc tính của các thuộc tính (ví dụ: đối xứng) và các lớp liệt kê.
- SPARQL là một giao thức và ngôn ngữ truy vấn cho các nguồn dữ liệu web ngữ nghĩa.
- RIF là định dạng trao đổi quy tắc W3C. Đó là ngôn ngữ XML để thể hiện các quy tắc Web mà máy tính có thể thực thi. RIF cung cấp nhiều phiên bản, được gọi là phương ngữ. Nó bao gồm Phương ngữ logic cơ bản RIF (RIF-BLD) và Phương ngữ quy tắc sản xuất RIF (RIF PRD).

### Hiện trạng tiêu chuẩn hoá
Các tiêu chuẩn được thiết lập tốt gồm có:
- RDF
- RDFS
- Định dạng trao đổi quy tắc (RIF)
- SPARQL
- Unicode
- Định danh tài nguyên thống nhất
- Ngôn ngữ bản thể web (OWL)
- XML

## Lợi ích trong Business và Marketing

### Hỗ trợ khách hàng tốt hơn
Dịch vụ khách hàng là chìa khóa cho trải nghiệm người dùng mượt mà. Tuy nhiên, do chi phí lớn, nhiều doanh nghiệp không thể mở rộng quy mô hoạt động dịch vụ khách hàng của họ. Thông qua việc sử dụng các chatbot - chương trình máy tính mô phỏng cuộc trò chuyện thông minh với con người trực tuyến (thông qua văn bản hoặc giọng nói) để có thể trò chuyện, tư vấn với nhiều khách hàng cùng một lúc. Bằng việc sử dụng trí thông minh nhân tạo, trải nghiệm khách hàng được cải thiện vượt trội.

### Quảng cáo và tiếp thị hiệu quả hơn
Đối với các chủ doanh nghiệp, khả năng quảng cáo và marketing cho khách hàng tiềm năng với công nghệ Web 3.0 là vô hạn. Ngày nay, có rất nhiều người sử dụng điện thoại thông minh để nghe radio, xem chương trình TV, tìm kiếm trên internet, mua sắm và trò chuyện với bạn bè. Và chủ doanh nghiệp có thể dễ dàng tiếp cận khách hàng mục tiêu mọi lúc mọi nơi bằng việc quảng cáo trực tiếp trên điện thoại của họ.
Một sự thật hiển nhiên là không khách hàng nào muốn bị gửi quá nhiều quảng cáo trực tuyến. Tuy nhiên nếu quảng cáo nhắm đối tượng, phù hợp với những sở thích và nhu cầu của một người thì chúng có thể hữu ích thay vì làm phiền. Web 3.0 cải thiện quảng cáo bằng cách tận dụng các hệ thống AI thông minh và bằng cách hướng mục tiêu các đối tượng cụ thể dựa trên dữ liệu của người tiêu dùng. Giúp khách hàng có thể chọn lựa những sản phẩm và dịch vụ phù hợp nhất với kế hoạch sử dụng của họ, sở thích của họ và với đối tượng họ dùng chung.
Chi phí để xuất bản nội dung và quảng cáo trong môi trường Web 3.0 thấp hơn đáng kể so với việc cố gắng có một lượng tiếp cận hữu ích tương đương trên các kênh truyền thông truyền thống

### Nghiên cứu thị trường và phân khúc khách hàng dễ hơn
Các web 3.0 có tính đồng bộ hóa cao giữa các web với nhau. Khách hàng khi truy cập vào một trang web hay app, có thể đăng nhập bằng Facebook ngay. Các app tin tức có thể truy vấn dữ liệu thời tiết từ Yahoo dễ dàng, không cần phải tự đi tìm hay thu thập dữ liệu phức tạp hay Dropbox có thể được tích hợp nhanh với Microsoft Office,..
Rộng hơn đó chính là thế giới của Internet of Things, nơi mà mọi thiết bị đều được kết nối vào Internet. Điều này đem lại lợi ích to lớn cho các chủ doanh nghiệp trong các cách nghiên cứu thị trường và phân khúc tiên tiến.
Các chương trình máy tính hiện đã đủ tiên tiến để tham khảo chéo, kết nối, xử lý và hợp nhất thông tin từ các nguồn khác nhau để xác định các mẫu cho lưu lượng truy cập web, mẫu mua sắm, xu hướng mới nổi của người tiêu dùng. Điều này giúp cho chủ sở hữu doanh nghiệp dễ dàng tiếp cận đối tượng mục tiêu của mình hơn bằng cách tiết kiệm chi phí hơn và với dữ liệu nâng cao về thói quen duyệt web, việc tạo ra các thông điệp sẽ tạo được tiếng vang với khách hàng tiềm năng sẽ trở nên dễ dàng hơn. Một ví dụ về loại web ngữ nghĩa này có thể được nhìn thấy trong Đồ thị mở của Facebook. Tính năng tìm kiếm đồ thị cho phép người dùng trên mạng tìm thấy thông tin có giá trị về đối tượng mục tiêu của họ như thế nào và thông tin đó có thể được sử dụng để tiếp cận những người là đối tượng mục tiêu cho một tổ chức thích hợp. Điều này làm giảm đáng kể chi phí khởi nghiệp cho các doanh nghiệp mới, khuyến khích tạo ra doanh nghiệp nhỏ và giúp nhiều doanh nghiệp thành công.

### Khả năng chia sẻ dữ liệu cao
Khi chuyển dữ liệu từ một trang web này hay web khác, các lập trình viên không cần phải tốn quá nhiều công sức viết ra những công cụ để đọc dữ liệu, họ chỉ cần thông báo cho bên kia biết rằng họ gửi dữ liệu gì qua và bên kia viết phần mềm để đọc đúng những thứ đó là được.

### Quá trình tìm kiếm thông tin dễ dàng và cho ra kết quả chính xác hơn
Sự trao đổi thông tin của Web 3.0 còn giúp quá trình tìm kiếm thông tin của người dùng trên Internet dễ dàng, hiệu quả hơn và trả về đúng các thông tin liên quan đến những từ khóa được tìm kiếm. Đó là do các website sử dụng dữ liệu theo định dạng chuẩn, và những bộ máy như Google Search, Bing Search, Yahoo Search chỉ việc đọc dữ liệu đó để phân tích và ghi nhớ, không cần phải đi xuyên qua những file HTML phức tạp và không theo cấu trúc nhất định như trước đây.
Khi được áp dụng cho web thương mại, các doanh nghiệp hiện nay có thể đưa thông tin bổ sung vào mô tả sản phẩm và quảng cáo trực tuyến để giúp công cụ tìm kiếm dễ dàng tìm thấy hơn.
Best Buy luôn đi đầu trong việc sử dụng công nghệ này để thúc đẩy các nỗ lực thương mại điện tử của mình. Nó đang sử dụng RDFa (RDF trong các thuộc tính, thêm một bộ đánh dấu thuộc tính XHTML) và từ ngữ mối quan hệ tốt để tạo ra kết quả tìm kiếm rộng cho người mua hàng đang tìm kiếm sản phẩm. Cho đến nay,biện pháp này đã giúp công ty tăng lưu lượng truy cập lên 30%.

### Dữ liệu hiển thị theo thời gian thực
Web 3.0 sẽ giúp dữ liệu được hiển thị theo thời gian thực một cách nhanh chóng và hiệu quả hơn. Chúng ta sẽ có nhiều những ứng dụng dành cho kinh doanh, giáo dục, bán lẻ, kho bãi... với thông tin được cập nhật từng phút từng giây mà không phải load lại cả trang web. Nói chung là các luồng dữ liệu sẽ đi vào đi ra liên tục mang cho bạn những thông tin mới nhất, đáng giá nhất.

## Thách thức

### Xử lý khối dữ liệu khổng lồ
Hiện nay, World Wide Web hiện đang có tỉ trang web, mỗi trang web lại chứa một lượng dữ liệu to nhỏ khác nhau. Chính vì vậy, những hệ thống tự động hóa cần phải được thiết kế lại để xử lý lượng dữ liệu đầu vào lớn. Dữ liệu trùng lặp cũng là một vấn đề mà web 3.0 đối mặt và cần có giải pháp xử lý.

### Tính bảo mật
Khi dữ liệu được chia sẻ dễ dàng thì cũng mang theo nguy cơ cao về an toàn thông tin. Ví dụ, thông tin đó có thể bị giả mạo, có thể bị thay thế giữa lúc đang truyền đi, thông tin mang theo mã độc, thông tin không được mã hóa.

### Dữ liệu không rõ ràng
Một số từ khoá đồng âm hay dữ liệu không rõ ràng trên Internet hiện nay cũng dẫn đến tình trạng khó xử lý và đưa ra những kết quả tìm kiếm thiếu chính xác. Ví dụ như những từ "trẻ","cao", "lớn" là những từ không rõ ràng về mặt ngữ nghĩa.